# Танкаев, Магомед Танкаевич
Магомед Танкаевич Танкаев (25 октября 1919 года — 26 апреля 1998 года) — советский военачальник, генерал-полковник (21.02.1969), участник Великой Отечественной войны. Депутат Верховного Совета ДАССР, депутат Верховного Совета СССР.

## Биография
Родился 25 октября 1919 года в горном ауле Урада Шамильского района Дагестанской АССР в большой крестьянской семье. По национальности аварец.
После окончания школы колхозной молодёжи в Гунибе и рабфака в Буйнакске продолжил учёбу в Дагестанском сельскохозяйственном институте (ныне Дагестанский государственный аграрный университет), мечтал стать агрономом, окончил три курса института. С началом Второй мировой войны в 1939 году был призван в РККА, поступил в Краснодарское военное пехотное училище. Окончил его за несколько дней до начала войны, в середине июня 1941 года.

## Великая Отечественная война
Сразу после нападения Германии на Советский Союз направлен в действующую армию. В составе 637-го стрелкового полка 220-й стрелковой дивизии 19-й армии Западного фронта командиром пулемётного взвода участвовал в Смоленском сражении, был ранен. В августе 1941 года за отличия в боях получил звание старшего лейтенанта и был назначен заместителем командира роты, воевал на Калининском фронте. В феврале 1942 года вновь повышен в должности до помощника начальника оперативного отделения штаба 362-й стрелковой дивизии Калининского фронта, получив досрочно и воинское звание капитана.
В середине 1942 года учился на ускоренных курсах в Военной академии РККА им. М. В. Фрунзе, после их окончания вновь убыл на фронт.
Осенью-зимой 1942 года, будучи начальником оперативного отдела штаба 302-й стрелковой дивизии 51-й армии, участвовал в битве под Сталинградом. С 1943 года — командир 823-го стрелкового полка в 60-й армии, с июля 1944 года — командир 460-го стрелкового полка 100-й Львовской стрелковой дивизии. Фронтовыми дорогами прошёл через Сталинград, Украину, Польшу до Чехословакии, принимая участие в Донбасской, Корсунь-Шевченковской, Проскуровско-Черновицкой, Львовско-Сандомирской, Висло-Одерской, Пражской наступательных операциях. Война завершилась для него 15 мая 1945 года.
Непосредственно участвовал в освобождении Освенцима. Из статьи «Освободители» кандидата военных наук И. Дегтярева: «Командир 460-го полка подполковник М. Т. Танкаев приказал: поддерживающему артиллерийскому дивизиону открыть огонь по танкам и пехоте противника, а одним батальоном нанести удар с фронта. Контратака гитлеровцев была отражена. Наступила ночь. Стрельба с обеих сторон прекратилась. На рассвете 27 января после короткого, но мощного огневого налета полки первого эшелона перешли в атаку… К 11 часам наша 100-я Львовская стрелковая дивизия во взаимодействии с 322-й стрелковой дивизией очистила Освенцимский лагерь. К исходу дня 460-й полк под командованием подполковника Танкаева в упорном бою захватил Бабице и во взаимодействии с 472-м полком овладел и Бжезинкой, освободив узников Бжезинского лагеря…»

## После Великой Отечественной войны
После окончания Великой Отечественной войны продолжил службу в Советской Армии. Сразу после Победы, в июле 1945 года, был зачислен в академию.
Окончил Военную академию имени М. В. Фрунзе с золотой медалью в 1948 году, командовал воздушно-десантными частями. Выполнил свыше 100 прыжков с парашютом.
С июня 1956 по 1958 год командовал 107-й гвардейской воздушно-десантной дивизией (Чернигов). Генерал-майор (1958).
В 1960 году окончил Военную академию Генерального штаба Вооружённых сил СССР.
С сентября 1960 по декабрь 1961 года командовал 106-й гвардейской воздушно-десантной дивизией (Тула).
С 1961 года служил первым заместителем командующего Воздушно-десантными войсками, с 1965 года — заместителем командующего войсками Белорусского военного округа. Генерал-лейтенант (1963). С сентября 1967 года — первый заместитель командующего войсками Одесского военного округа. 
В декабре 1968 — феврале 1973 годов — командующий войсками Северной группы войск на территории Польши. 
В январе 1973 — апреле 1974 годов — начальник Главного управления военно-учебных заведений Министерства обороны СССР.
В 1974—1978 гг. — представитель Главного командования Варшавского договора в ГДР. 
В 1978—1988 годах — начальник Военного Краснознамённого института Министерства обороны СССР. В 1988 году уволен в запас.
Член КПСС (1944—1991). Депутат Верховного Совета Дагестанской АССР (с 1959 г.), депутат Верховного Совета СССР 8-го созыва (1970—1974).
Жил и умер в Москве.  Похоронен в Москве, на Троекуровском кладбище, участок 4.

## Награды
- Орден Ленина (19.02.1986)
- Орден Октябрьской Революции (1979)
- Четыре ордена Красного Знамени (26.03.1943, 27.04.1945, 15.05.1945, 22.02.1968))
- Два ордена Отечественной войны I степени (14.05.1944, 11.03.1985)
- Орден Красной Звезды (26.10.1955)
- Орден «За службу Родине в Вооружённых Силах СССР» III степени (1975)
- Медаль «За боевые заслуги» (15.11.1950)
- Ряд других медалей СССР и Российской Федерации

награды иностранных государств
- Орден «За заслуги перед Отечеством» в золоте (ГДР)
- Командорский крест со звездой ордена Возрождения Польши (Польша, 22.03.1972)
- Орден «Красное Знамя» (Болгария, 14.09.1974)
- Медаль «На страже мира» (Польша, 16.12.1972)
- Медаль «90 лет со дня рождения Георгия Димитрова» (Болгария, 1974)
- Медаль «За укрепление братства по оружию» (Болгария, 1980)
- Медаль «1300 лет Болгарии» (Болгария, 29.03.1982)
- Медаль «За укрепление дружбы по оружию» I степени (ЧССР, 20.03.1970)
- Медаль «30 лет освобождения Чехословакии Советской Армией» (ЧССР, 29.08.1974)
- Медаль «30-я годовщина Революционных Вооружённых сил Кубы» (Куба, 24.11.1986)
- Медаль «50 лет Монгольской Народной Армии» (Монголия, 15.03.1971)
- Медаль «50 лет Монгольской Народной Революции» (Монголия, 16.12.1971)
- Медаль «40 лет Халхин-Гольской Победы» (Монголия, 26.11.1979)[15]

## Мемуары
- Танкаев М. Т. Шли с боями: Воспоминания генерала. — 2-е изд., перераб. и доп. — Махачкала: Дагестанское книжное издательство, 1992. — 132 с.

## Память
- Одна из улиц Махачкалы носит имя генерала-полковника М. Т. Танкаева[16].
- 30 октября 2009 года мэром города Махачкалы С. Д. Амировым на улице Батырая был открыт памятник М. Т. Танкаеву[17].
- В 2019 году «Почта России» выпустила художественный маркированный почтовый конверт с портретом М. Т. Танкаева.
- Биография военачальника описана в романе Андрея Воронова-Оренбургского «Сталинград», 2020 г.